# Marianella García Villas
Marianella García Villas, född
den 7 augusti, 1948 i San Salvador, död den 13 mars 1983 i Suchitoto, var en salvadoransk advokat och politiker, som mördades av El Salvadors militär.

## Biografi
Marianella Garcia Villas tog examen i juridik och filosofi i början av 1970-talet. Hon arbetade en tid vid katolska universitet och utövade även advokatyrket. Hon var den första kvinna som valdes in i parlamentet i El Salvador. Hon tillhörde då det El Salvadors kristdemokratiska parti. När partiets ledare, Napoleón Duarte, inledde ett allt närmare samarbete med militären lämnade Marianella García Villas både partiet och sin plats i parlamentet. Hon grundade och blev ordförande i den oberoende Kommissionen för mänskliga rättigheter i El Salvador, CDHES. Hon hade ett nära samarbete med ärkebiskop Oscar Romero, fram till att han mördades av ultrahögern den 24 mars 1980. Efter en rad dödshot och attentatsförsök tvingades Marianella García Villas lämna El Salvador 1982 men fortsatte att leda arbetet inom CDHES.
En del av sin tid i landsflykt tillbringade hon i Sverige och vid hennes besök i Halmstad bildades den svenska Kommittén för mänskliga rättigheter i El Salvador. 

### Mordet
Marianella Garcia Villas hade fått rapporter om att man angrep civilbefolkningen med bland annat vit fosfor i de områden som gerillan kontrollerade. Hon menade att det var viktigt att skaffa bevis för detta. Hon begav sig in i stridsområdet via Honduras. Några veckor senare var hon död. Militären meddelade att hon hade avslöjats som gerillaledare och att hon hade dött i en eldstrid. Marianella García Villas hade befunnit sig i en by där hon intervjuade och tog bilder av människor som drabbats av vit fosfor men överlevt. De var samlade på bytorget när det gick ett larm från utkiken att det var helikoptrar på väg. Marianella García Villas och byborna började springa mot kyrkan för att sätta sig i säkerhet. De hann inte fram. De besköts med automatvapen från helikoptrarna. Många skadades, några dog. Marianella García Villas blev liggande i ett dike med ett skott genom ena låret. En helikopter landade och plockade upp henne. Flera timmar senare återvände helikoptrarna. Den nu döda Marianella García Villas lades tillbaka i diket. De döda försågs med vapen. Sedan flög man dit representanter för massmedierna. 
Massmedierna rapporterade i enlighet med militärens versioner. En kvinnlig svart journalist från en liten vänstertidning i USA som hade följt med Marianella García Villas från Honduras kunde senare berätta om vad som verkligen inträffat.

## Minnesmärken
Marianella Garcia Villas har fått gator, torg, skolor och bibliotek uppkallade efter sig, inte bara i El Salvador utan också i Mexiko, Spanien och sydvästra USA.